# Sœurs de Nesle
Les sœurs de Nesle sont les cinq filles de Louis III de Mailly-Nesle, marquis de Nesle et de Mailly, prince titulaire d'Orange (1689-1767) et de son épouse Armande Félice de La Porte Mazarin (1691-1729), elle-même petite-fille d'Hortense Mancini et arrière-petite-nièce de Mazarin. Quatre d’entre elles furent les maîtresses successives de Louis XV :
- Louise-Julie de Mailly-Nesle (1710-1751), comtesse de Mailly. Elle épouse en 1726 son cousin Louis-Alexandre, comte de Mailly. Elle devient maîtresse de Louis XV en 1733, favorite en 1736, puis supplantée en 1739 par sa sœur Pauline. Elle rentre en grâce en 1741, mais est renvoyée de la cour en 1742 à la demande de sa sœur Marie-Anne ;
- Pauline-Félicité de Mailly-Nesle (1712-1741), comtesse de Vintimille. Maîtresse de Louis XV auquel elle donne un fils bâtard Charles, dit le « Demi-Louis ». Elle épouse en 1739 Jean-Baptiste (1720-1777), comte de Vintimille ;
- Diane-Adélaïde de Mailly-Nesle (1713-1769), duchesse de Lauraguais. Elle épouse Louis de Brancas duc de Villars, duc de Lauraguais ;
- Hortense-Félicité de Mailly-Nesle (1715-1799), marquise de Flavacourt. Elle est la seule à ne pas partager la couche de Louis XV. Elle épouse François-Marie de Fouilleuse, marquis de Flavacourt.
- Marie-Anne de Mailly-Nesle (1717-1744), marquise de La Tournelle puis, duchesse de Châteauroux.

L'écrivain Émile Henriot s'est appuyé dans son Portrait de femmes sur les mémoires imaginaires d'un polygraphe (Correspondance du maréchal de Richelieu en 1792), pour inventer de nombreux dialogues et scènes fictives à ce sujet.

## Galerie

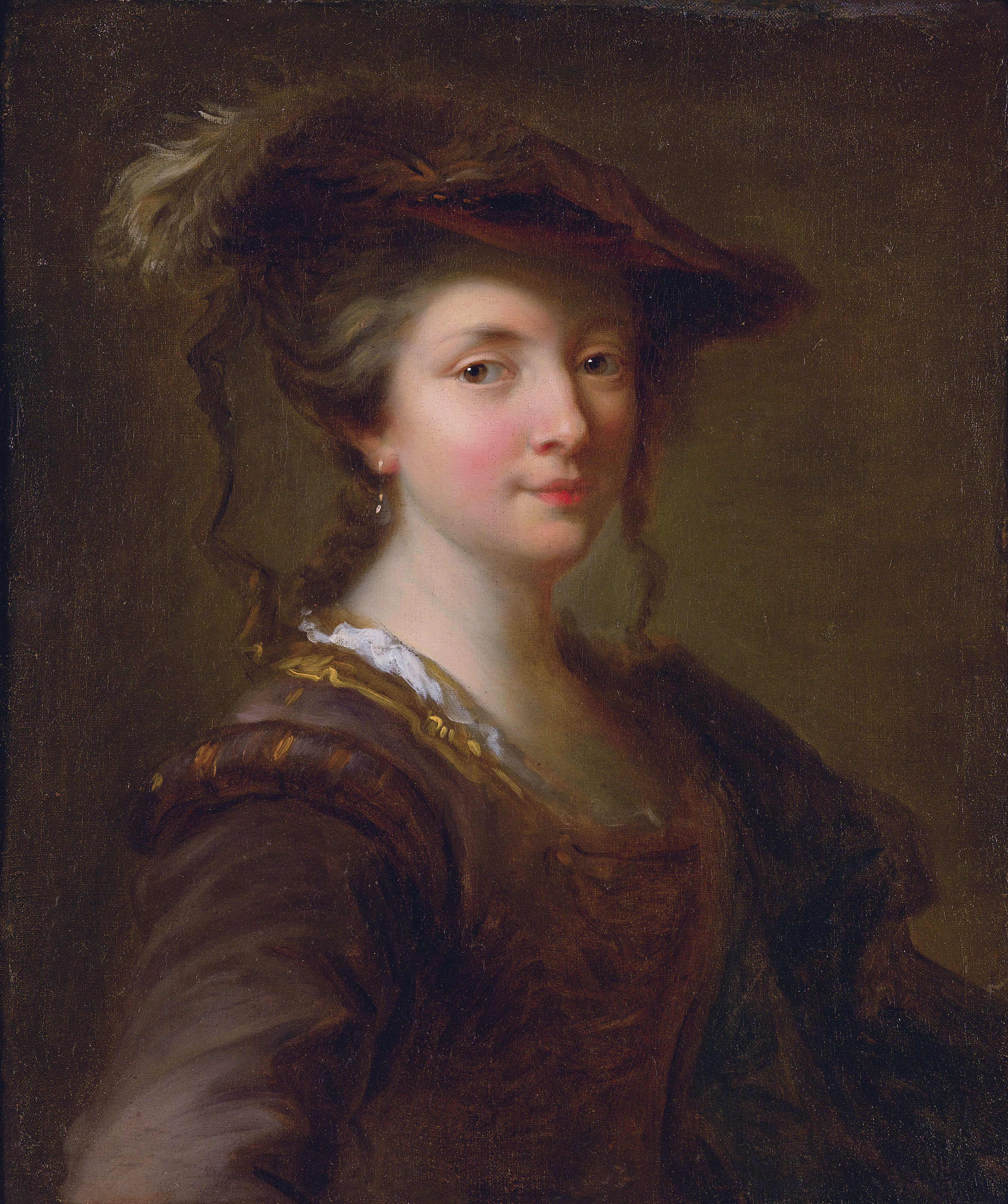
Louise-Julie de Mailly-Nesle.
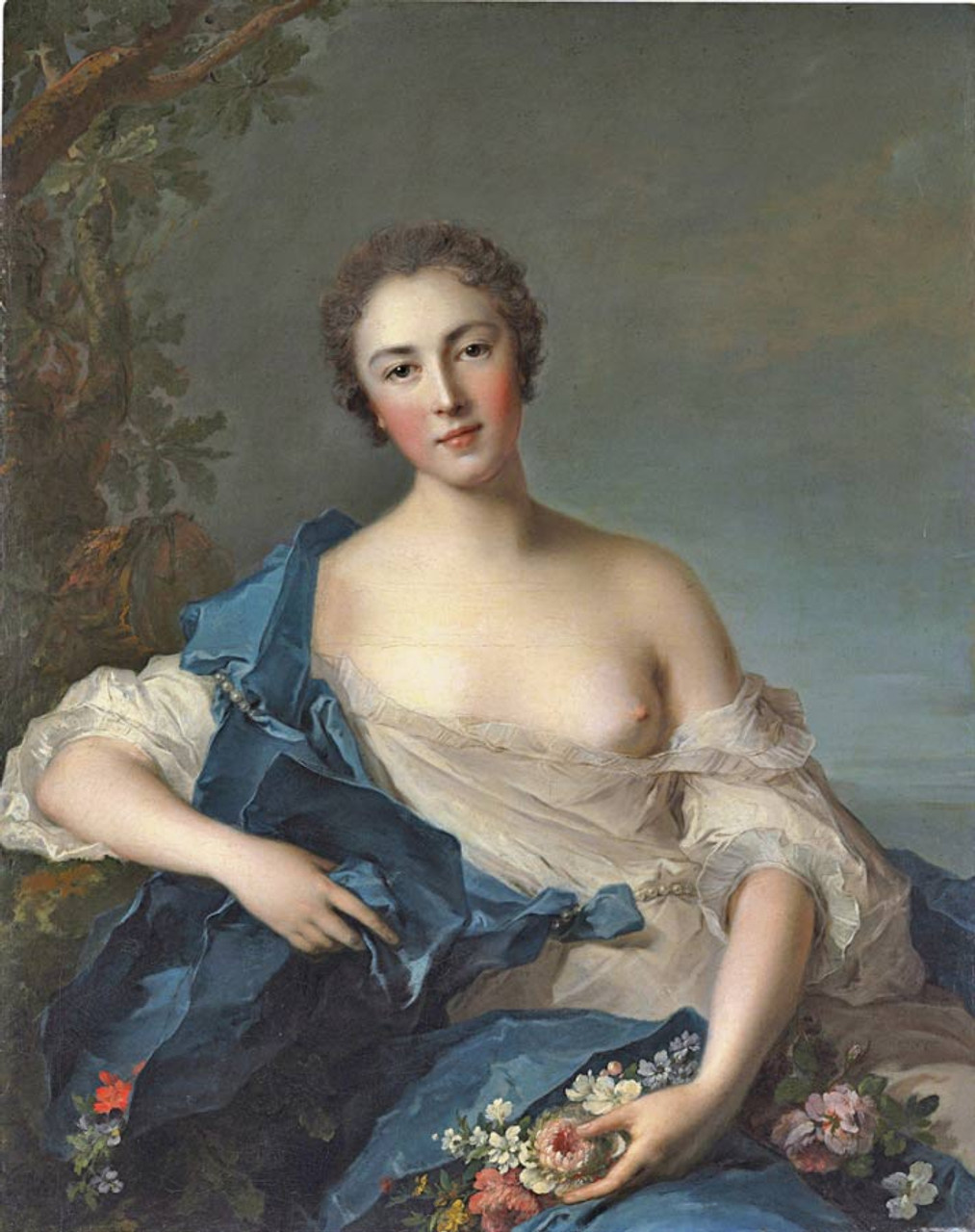
Pauline-Félicité de Mailly-Nesle.
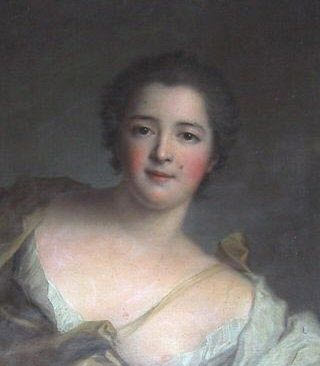
Diane-Adélaïde de Mailly-Nesle.
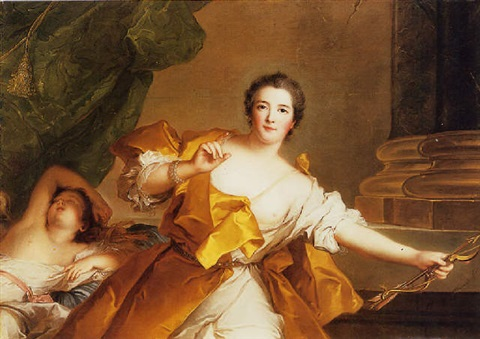
Hortense-Félicité de Mailly-Nesle.
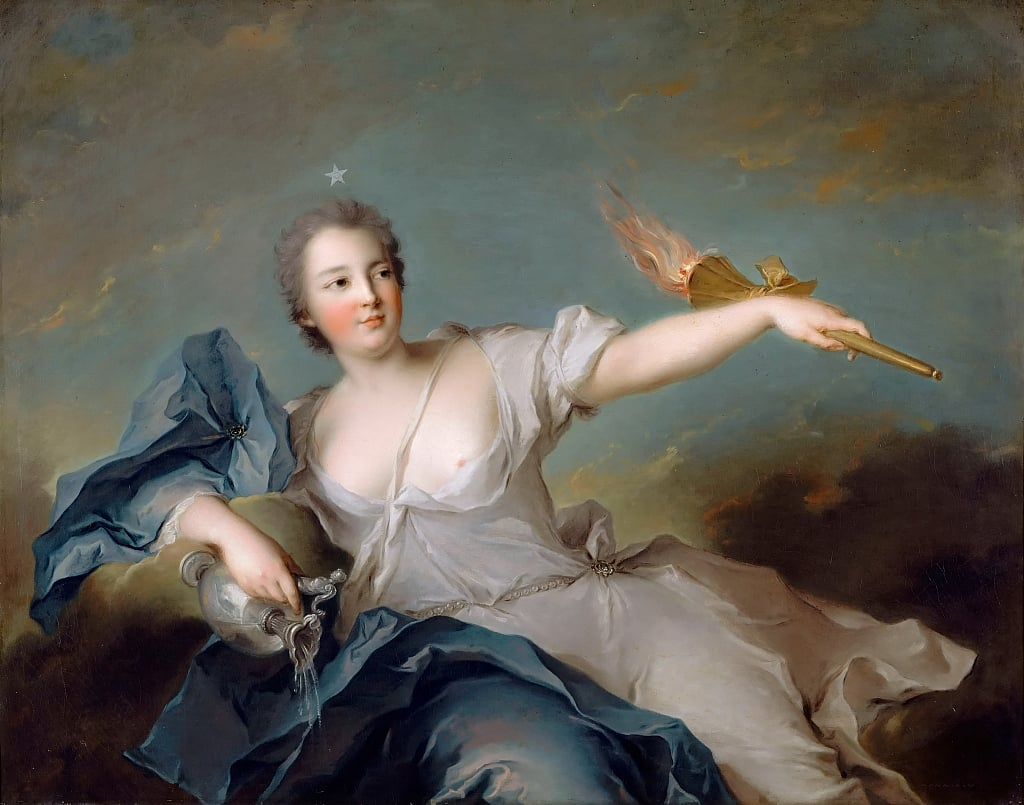
Marie-Anne de Mailly-Nesle.